# Horn Gyula
Horn Gyula János (Budapest, 1932. július 5. – Budapest, 2013. június 19.) magyar politikus, közgazdász, a közgazdaság-tudományok kandidátusa, a Magyar Népköztársaság utolsó külügyminisztere, 1994 és 1998 között a harmadik magyar köztársaság harmadik miniszterelnöke.

## Családja és tanulmányai, pályakezdés
A Horn család harmadik gyermekeként született. Evangélikus vallásra kitért zsidó családból származott. Dédszülei: Horn Józsua, Weiss Hanna. Nagyszülei: Horn Salamon Károly vasúti mozdonytisztító, Blau Róza. Édesapja Horn Géza szállítómunkás, bútormunkás, édesanyja Csörnyei Anna gyári munkásnő volt. A Horn család Sashalmon a Nagyicce megállóhely és Sashalom megállóhely közötti Barakknak nevezett telepen élt szegényes körülmények között (a mai Sashalom, Lándzsa utca környéke). Heten voltak testvérek, Géza (Havas Szófia édesapja, Budapest, 1925. február 20. – Budapest, 1956. december 15.) dokumentumfilm-rendező, Károly (1930–1946) fiatalon elhunyt, Tibor (1935), Sándor (1939–2014), Tamás (1942) és Dénes (1944) munkások.
1956 februárjában nősült, felesége Király Anna (1932–2024) statisztikus. Két gyermekük született: Anna (1956) és Gyula (1969).
Édesapját 1944-ben a Gestapo elhurcolta, és innen nem tért vissza. Bátyja Horn Géza filmrendező, aki 1956-ban tisztázatlan körülmények között hunyt el. (Horn Gyula állítása szerint testvérét forradalmárok meglincselték a Népligetben. Más állítások, tanúk és dokumentumok szerint azonban Horn Géza balesetben halt meg: elütötte egy szovjet teherautó.) Unokahúga (Horn Géza lánya) Havas Szófia, az MSZP volt országgyűlési képviselője.
Elemi iskolába Angyalföldön járt, de az ötödik osztály után már munkát kellett vállalnia. 1948-ban a dolgozók esti iskoláján tett szakérettségi vizsgát. Felsőfokú tanulmányait a Szovjetunióban végezte, 1954-ben a Rosztovi Közgazdasági és Pénzügyi Főiskolán szerzett diplomát. 1970-ben elvégezte a Magyar Szocialista Munkáspárt (MSZMP) Politikai Főiskoláját is. 1977-ben elnyerte a közgazdaságtudomány kandidátusa címet. 1954 és 1959 között a Pénzügyminisztérium főelőadója volt. 1954-től tagja volt a Magyar Dolgozók Pártjának.

## Pályafutása

### Szerepe az 1956-os forradalomban
1956. október vége, november eleje között – állítása szerint – nemzetőr volt, majd belépett a megalakuló Magyar Szocialista Munkáspártba. 1956 decemberétől 1957 júniusáig az MSZMP KB felkérésére a karhatalmi őrszolgálatnál, az úgynevezett pufajkásoknál volt állományban.
Horn Gyula filmrendező bátyját a család állítása szerint a forradalom alatt fegyveres felkelők ölték meg, jóllehet halálának körülményei máig vitatottak, többek szerint egy szovjet jármű gázolta őt halálra.
1957-ben megkapta a Munkás-paraszt Hatalomért Emlékérmet, az „ellenforradalom” leverésében fontos szerepet játszó személyeknek járó magas kitüntetést.

### A forradalom után
1959-ben került a Külügyminisztériumba, ahol először a szovjet főosztály munkatársa lett. 29 évesen 1961. március 1-jétől a szófiai magyar nagykövetség III. osztályú, gazdaságpolitikai titkára lett, majd 1963-tól 1969-ig Belgrádban teljesített külügyi szolgálatot. Nagykövetségi titkár, majd tanácsos lett. Ezután az MSZMP KB Külügyi Osztályára került, itt politikai munkatárs, konzultáns, illetve osztályvezető-helyettes (1969–1983), majd 1985-ig osztályvezető volt. Hamarosan már az MSZMP-n belüli reformszárny tagjaként, felvilágosult, gyakorlatias szakemberként tartották számon Magyarországon és külföldön egyaránt.
1985-ben visszatért a Külügyminisztériumba, ahol államtitkár lett. 1987–88-ban tagja volt a Minisztertanács Nemzetközi Gazdasági Kapcsolatok Bizottságának is. 1989-ben külügyminiszter lett a Németh Miklós vezette kormányban. Külügyminisztersége idején került sor a diplomáciai kapcsolatok felvételére Dél-Koreával, Izraellel, a Vatikánnal és a Dél-afrikai Köztársasággal.

## A vasfüggöny lebontása

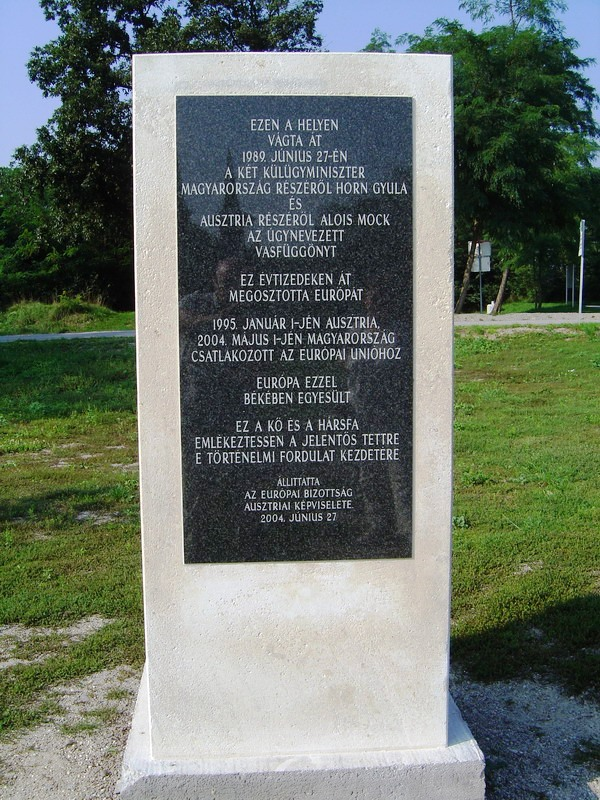
Az osztrák külügyminiszter, Alois Mock és magyar kollégája, Horn Gyula 1989. június 27-i ünnepélyes vasfüggönybontásának emléktáblája a soproni páneurópai piknik helyszínén

Nyugati elismertségét elsősorban a keletnémet menekültek előtti 1989. szeptemberi határnyitás körül játszott szerepének köszönheti. Ő volt ugyanis az, aki 1989. június 27-én Alois Mock osztrák külügyminiszterrel együtt a televízió nyilvánossága előtt jelképesen átvágta az azt megelőző hónapokban felszámolt műszaki határzár („vasfüggöny”) erre a célra meghagyott mintegy tízméteres maradványát. Ez az esemény, amelyet akkor Páneurópai Piknik néven hirdetett meg, vált később a vasfüggöny elbontásának látványos jelképévé.
Horn Gyula jelentette be azt is, hogy 1989. szeptember 11-től a magyar hatóságok átengedik a nyugati határon a Német Demokratikus Köztársaság (NDK) azon állampolgárait, akiket Ausztria vízum nélkül hajlandó fogadni. A határ október 7-ig állt nyitva. A döntés bejelentésekor mintegy hatvanezer keletnémet volt Magyarországon. Ez a határnyitás jelentős mértékben járult hozzá a keletnémet rendszer bukásához és a későbbi német újraegyesítéshez.
Külügyminiszterként ő készítette elő és már 1990 márciusában ő írta alá a magyar–szovjet csapatkivonási megállapodást. A rendszerváltás korának magyar politikusai közül, beleértve a polgári ellenzék képviselőit is, elsőként vetette fel Magyarország lehetséges NATO-tagságának témáját, illetve az Európai Unióhoz való csatlakozás ügyét.

## A rendszerváltás után
1989-ben az MSZP egyik alapítója volt, októbertől az MSZP Országos Elnökségének tagja, 1990 májusától 1998 szeptemberéig a párt elnöke volt.
1990-től 2010-ig volt tagja az Országgyűlésnek, 2007 szeptemberétől azonban, betegsége miatt, nem vett részt a parlament munkájában. 1990 májusától 1993. januári lemondásáig az Országgyűlés külügyi bizottságának elnöke is volt.
1994. július 15-én a választásokon nagy többséggel győztes MSZP vezetőjeként az Országgyűlés miniszterelnökké választotta, s e tisztséget 1998. július 6-ig látta el. A Horn-kormány fogadta el és hajtotta végre a gazdaság szanálása érdekében a Bokros Lajos akkori pénzügyminiszterről elnevezett Bokros-csomagot, amelynek révén Magyarország elkerülte a fenyegető pénzügyi csődöt és az ország gazdasága viszonylag rövid időn belül növekedési pályára állt. Az ellenzék élesen bírálta a csomagot azzal, hogy a magyar társadalomnak indokolatlanul súlyos árat kellett fizetnie a gazdasági korrekcióért.

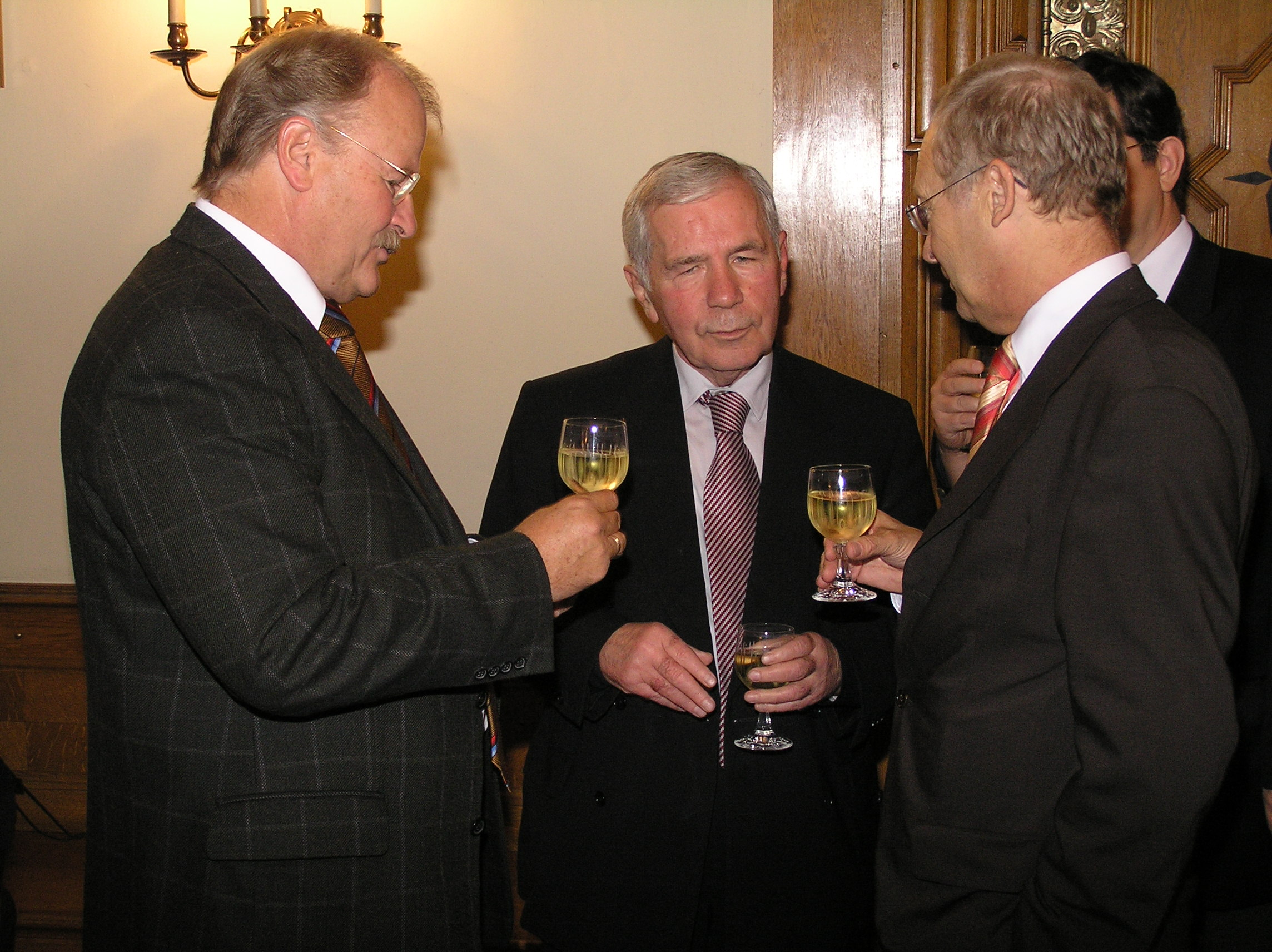
Horn Gyula egy németországi fogadáson

1998-ban elvesztette a választást a Fidesszel és vezetőjével, Orbán Viktorral szemben. A választási vereséget követően 1998 szeptemberében, az MSZP VI. kongresszusán lemondott pártelnöki tisztéről.
1990–1995 között, öt éven át volt tagja a Svéd Nemzetközi Békekutató Intézet (SIPRI) igazgatótanácsának. 1996 és 2003 között a Szocialista Internacionálé kelet-európai alelnöke volt.
2002-ben Medgyessy Péter akkori miniszterelnök kinevezte Horn Gyulát a miniszterelnök EU-különmegbízottjának. 2004-ben az MSZP Európai Parlamenti választási listájának 2. helyén volt, de még a szavazás előtt bejelentette, hogy nem vállalja a képviselőséget.

### Betegsége és halála

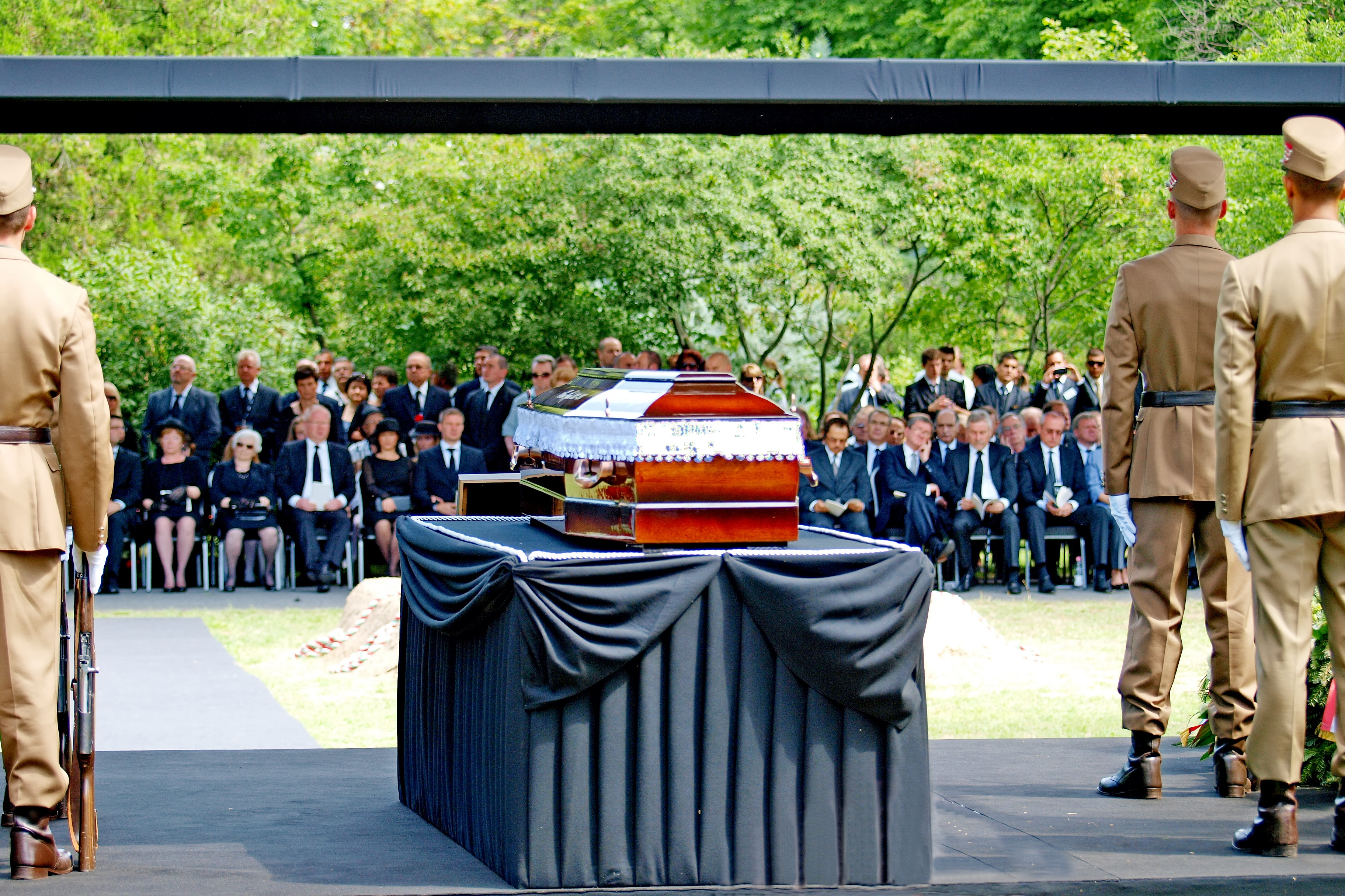
Horn Gyula temetése

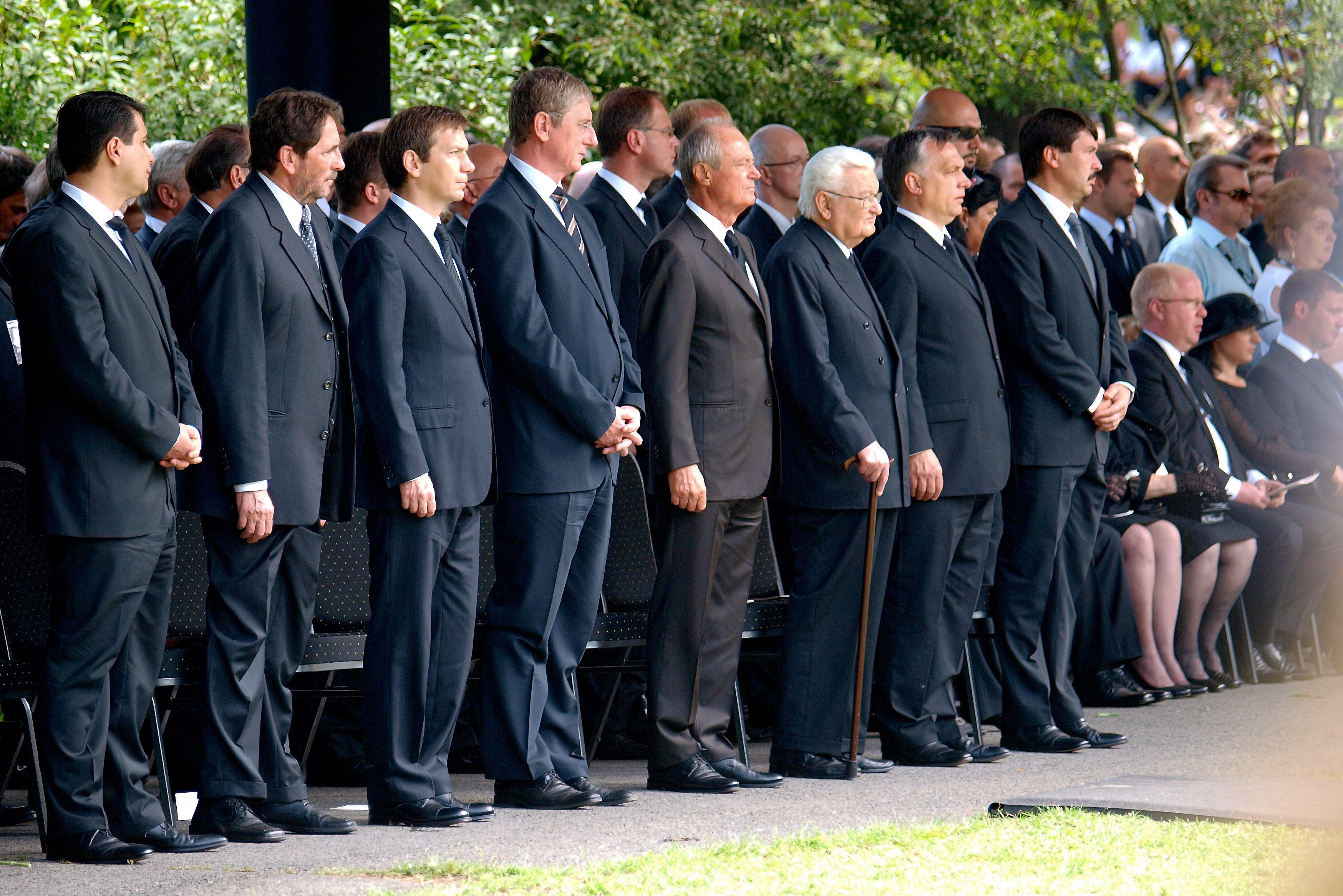
Politikusok tiszteletadása

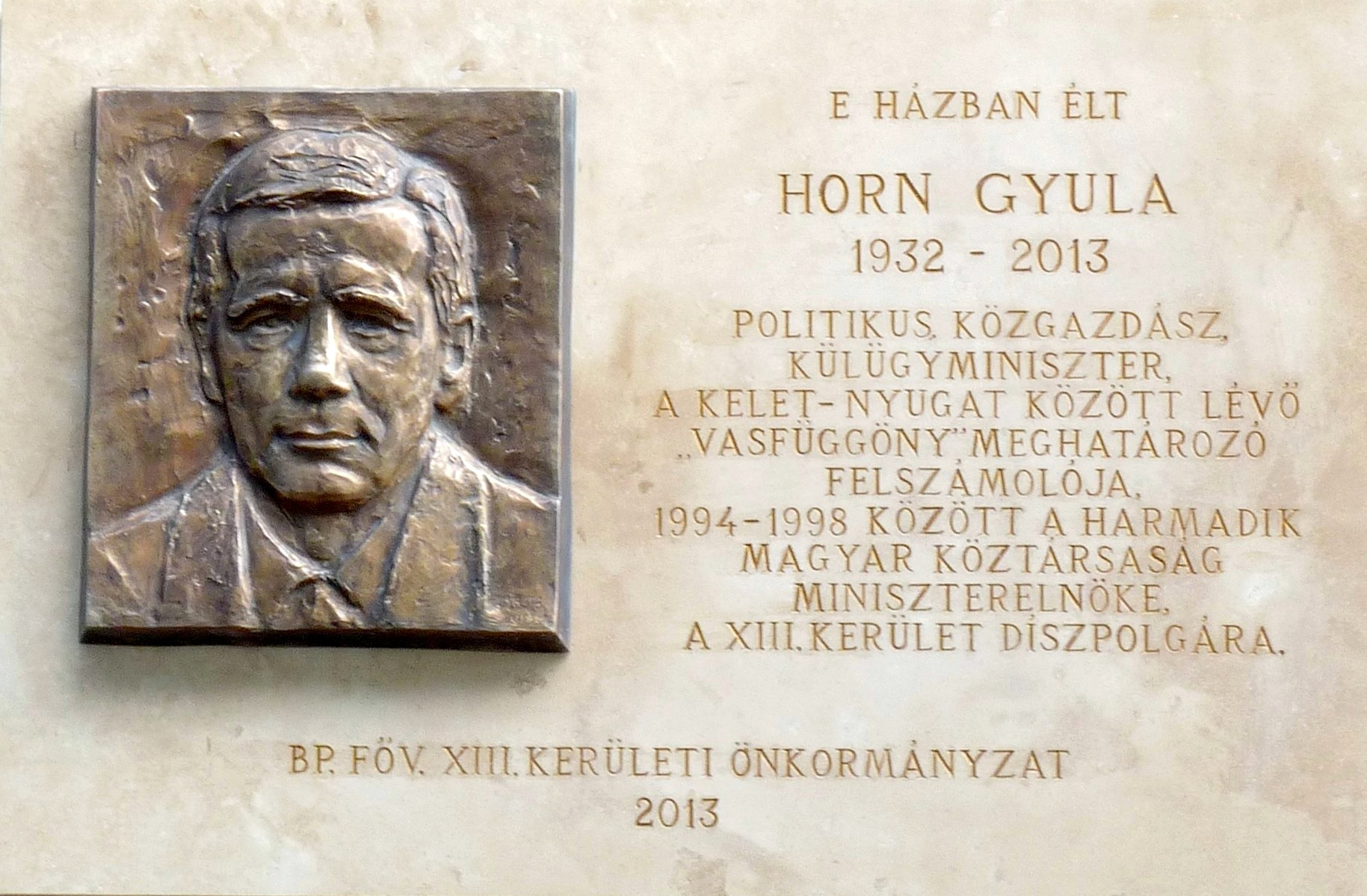
Horn Gyula emléktáblája egykori lakhelyén, a Budapest XIII. ker., Újpesti rakpart 11. sz. alatt

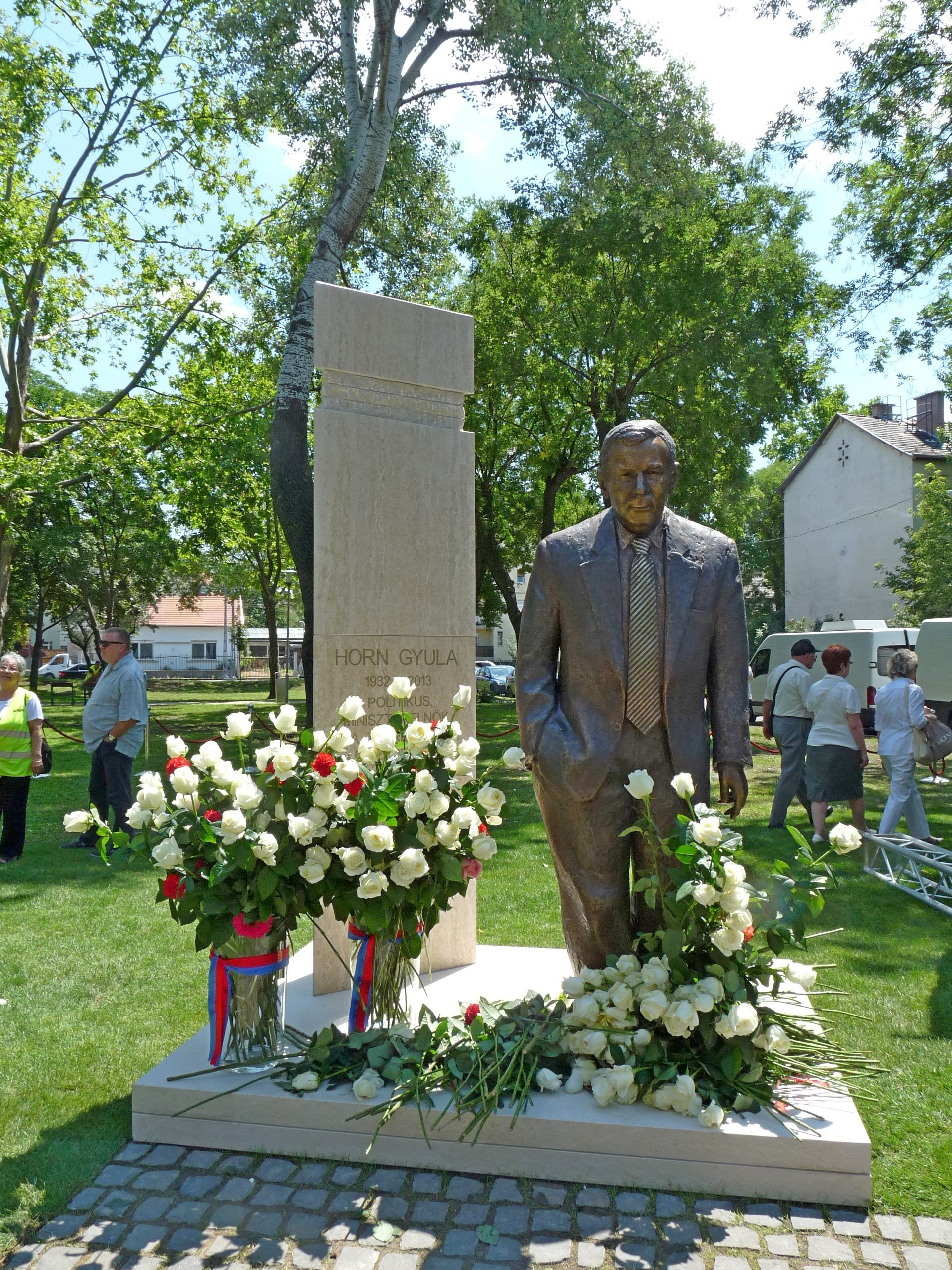
Horn Gyula szobra a Gyermek téren

Horn 2007. szeptember 16-án kórházba került, ahol öntudatát vesztette. Ezután az HM Állami Egészségügyi Központban ápolták, a nyilvánosság kizárásával. Hosszú betegség után, 2013. június 19-én, életének 81. évében elhunyt. Július 8-án temették el a Fiumei úti sírkertben, a szertartáson részt vettek a harmadik Magyar Köztársaság korábbi államfői és miniszterelnökei, Martin Schulz, az Európai Parlament elnöke és Hans-Dietrich Genscher korábbi nyugatnémet külügyminiszter.

## Nézetei 1956-ról
1989. február 10-én az MSZMP központi bizottsági ülésén mentegette azokat, akik '56-ban a szovjetek és Kádár János oldalára álltak: „Nem is szabad megengednünk azt, hogy 1956 kapcsán valamiféle lelkiismereti válság keletkezzen mindazoknál, azokban, akik akkor fegyvert fogtak, mert akik fegyvert fogtak novemberben, és novemberben felléptek, azok az ellenforradalommal szemben léptek fel.”
Az 1956-os forradalom 50. évfordulóján nagy vihart kavart és Sólyom László köztársasági elnök nyílt bírálatát is kiváltotta a német Die Welt folyóiratnak adott Horn-interjú, amelyben a politikus védelmébe vette saját 1956-os szerepét, azt állítva, hogy a forradalom leverésében közreműködő karhatalmi egységekben a törvényes rendet védte, a forradalom idején kiszabadult bűnözőkkel szemben. 2007. július 4-én erre az interjúra és Horn 1956-os szerepére hivatkozva Sólyom visszautasította Gyurcsány Ferenc kormányfő javaslatát, hogy 75. születésnapja alkalmából a legmagasabb állami kitüntetést, a Magyar Köztársasági Érdemrend nagykeresztje polgári tagozatát adományozza Hornnak. „Nem kaphatja meg Horn Gyula ugyanazt a kitüntetést, amit Király Béla megkapott” – írta a kormányfőhöz intézett válaszlevelében Sólyom. Egy újabb Die Welt interjúban születésnapja előtt Horn megerősítette, amit korábban mondott 1956-ról, azt állította, a pufajkások „közönséges bűnözőkkel” szemben léptek fel rendfenntartó céllal, ugyanakkor védelmébe vette a Rákosi-rendszer szociális vívmányait és Kádár Jánost.
A Horn, illetve a 75. születésnapján részt vevő Mihail Gorbacsov által 1956-ról hangoztatott nézetektől közleményben határolta el magát a Szabad Demokraták Szövetsége. Az ünnepséget szervező Magyar Szocialista Párt csak Gorbacsov egyes kijelentéseitől határolódott el.

## Díjai, elismerései
- Munkás-paraszt Hatalomért emlékérem (1957)
- Munka Érdemrend arany fokozata (1979)
- Szocialista Magyarországért érdemrend (1984)
- Nemzetközi Károly-díj (Aachen, 1990)
- A német Stresemann Társaság aranyérme (1990)
- A német újraegyesítés elősegítéséért 1991-ben Solingen városa, Éles Penge díj
- 1992-ben Bonn városa a német szabadkőművesek humanitárius nagydíja adományozta számára.
- A német ARD Televízió XXVI. Arany Európa-díja (1994)
- 1995-ben Kassel városában a Prisma polgári díjat vehette át a német egység megteremtése érdekében vállalt szolgálataiért.
- 1999-ben az Origo, az RTL Klub, a Népszava és a Színes RTV "2000 magyar" címmel rendezett közönségszavazásán a kortárs magyarok között a második legnépszerűbb helyet szerezte meg.
- 2002-ben az Öt Lyra Zene és Tánc Olympia Alapítvány által létrehozott Béke Inter-Lyra-díjat kapta meg.
- 2003-ban Az Észak-Rajna-Vesztfáliai Külpolitikai Társaság a Népek Közötti Megértés Díját adományozta neki.
- 2004-ben a XIII. kerület díszpolgára
- 2005-ben kitüntették
  - a bajorországi Memmingen-ben Szabadság-díjjal a német újraegyesítésben játszott szerepéért
  - Bad Iburg-ban Bátorság-díjjal a hidegháború fejezetének lezárásában szerzett érdemeiért.
  - Ugyanekkor ítélték neki az ausztriai Nagy Arany Érdemrend a Szalaggal az Osztrák Köztársaság Szolgálatáért kitüntetést.
- 2010-ben a 60 európai civilszervezetet tömörítő Solidar hálózat az Ezüst Rózsa-díjjal tüntette ki.

2002-ben és 2007-ben is az akkori kormányfők (Medgyessy, Gyurcsány) javasolták magas állami kitüntetésre az akkor 70., 75. éves Horn Gyulát, de mindkét esetben az államfők (Mádl, Sólyom) elutasították azt, Hornnak az 1956-os forradalomban betöltött megosztó szerepe miatt.

## Emlékezete
- 2001-ben a németországi Wertheimben utcát neveztek el róla (Gyula-Horn-Straße)[18]
- 2013-ban emléktáblát avattak egykori lakhelyén, az Újpesti rakparton.
- 2013 októberében avatták föl bronz fejszobrát Marcaliban; a Suchman Tamás kezdeményezésére elkészült portrészobor az MSZP helyi irodájának falára illesztett márványlapon található.
- A marcali szobor pontos mása található az MSZP budapesti Jókai utcai székházának aulájában is.[19]
- 2014-ben tanácskozótermet neveztek el róla az Európai Parlament brüsszeli székházában.
- 2014-ben egész alakos szobrot állítottak neki az angyalföldi Gyermek téren és elhatározták, hogy a tér átalakításával létrejövő sétányt is róla nevezik majd el.[20]
- 2022-ben a korábbi elképzeléseknek megfelelően a szobra melletti közteret Horn Gyula sétánynak nevezték el.

## Könyvei
- Várady Gyula: Déli szomszédunk, Jugoszlávia; Kossuth, Budapest, 1971
- Az imperializmus válsága korunkban; Ifjúsági Lapkiadó, Budapest, 1974 (Nemzetközi kérdésekről)
- Korlátok és felelősség Magyarország négy évtizedének nemzetközi összefüggései; tan. Horn Gyula által vezetett munkacsop. kész.; Kossuth, Budapest, 1989
- Freiheit die ich meine – Erinnerungen des ungarischen Außenministers, der den Eisernen Vorhang öffnete (Hoffmann und Campe, 1991)
- Cölöpök (Kossuth Kiadó, 1991)
- Azok a kilencvenes évek… (Kossuth Kiadó, 1999)

## Könyvek róla
- Pogány Sára: Itt vagyunk, Európa! Portré Horn Gyuláról; összeáll. Henczi Lajos, közrem. Fakleu Pál, Glavina Zsuzsa, Végh Miklós; Brainman, Budapest, 1990 (Sikeres magyarok)
- Kubinyi Ferenc: Vaskorona; Litfas, Wien, 1995
- Végh Antal: Miért nem szeretem Horn Gyulát?; szerzői, Budapest, 1997
- Szerdahelyi Szabolcs: Hiányzó cölöpök. Ami Horn Gyula életrajzából kimaradt; Kairosz, Szentendre, 2002
- Baranyi Mária: Egy előszoba titkai. Horn Gyula közelről, 1994–1998; Athenaeum, Budapest, 2010
- Pünkösti Árpád: A Horn. Angyalföldtől a pártelnökségig, 1932–1990; Kossuth, Budapest, 2013
- A reformkörök élete és halála, 1988–1990. A tiszavirágzástól Horn Gyuláig; szerk. Géczi József Alajos, Révész Béla; Reformkörök Alapítvány, Budapest, 2015